# Lijst van boeddhistische lokale termen
Dit is een lijst met lokale boeddhistische termen: termen in talen anders dan het pali en sanskriet. Woorden in (onder andere) de volgende talen kunnen hierin opgenomen worden:
- Nederlands
- Thai (voornamelijk Theravada-termen)
- Japans (voornamelijk zen-termen)
- Tibetaans (voornamelijk Vajrayana-termen)
- Koreaans
- Chinees

Zie ook: 
- Lijst van boeddhistische termen (Pali en Sanskriet)
- Boeddhisme van A tot Z

## A
Ajahn(Thai): 'leraar'

## R
Rinpoche(Tibetaans): 'Waardevolle'. Een titel voor:
1. Erkende wedergeboorte van een (Tibetaanse) boeddhistische leraar (ook wel tulku genoemd in het Tibetaans).
2. Tibetaanse leraar.

Roshi(Japans): 'gerespecteerde meester'. Een titel (niet van status, maar van zijn) voor:
1. De persoon die aan het hoofd van een klooster staat.
2. Meester die zenonderricht geeft (voornamelijk als begeleider van de student op zijn spirituele reis).